# Governo aberto
A expressão governo aberto (open government) refere-se a projetos e ações que visam à promoção da transparência, à luta contra a corrupção, ao incremento da participação social e ao desenvolvimento de novas tecnologias, de modo a tornar os governos mais abertos, efetivos e responsáveis.
Governo aberto também é o direito que os cidadãos possuem de acessar todos os documentos e procedimentos do governo, para a promoção de maior transparência governamental. Em sentido amplo, se opõe a razão do Estado e as outras considerações, que tendem a legitimar a extensão do sigilo de Estado.
O conceito de governo aberto é amplo em escopo, mas frequentemente está associado a ideias de transparência, participação e responsabilização governamental. Transparência é definida como a visibilidade e a inferência da informação.
Alguns autores que o conceito de governo aberta está em disputa. Ao analisar os conceitos da BID, OCDE, CEPAL entre outros, observam que existem questões transversais de grande importância, que não estão claramente incluídas nas definições de governo aberto, como gênero, diversidade, inclusão, linguagem e acessibilidade.

## História
No Ocidente, a ideia de que o governo deve estar aberto ao escrutínio público e suscetível à opinião pública remonta, pelo menos, ao tempo do Iluminismo, quando muitos filósofos atacaram a doutrina absolutista do sigilo de Estado, uma parte essencial de seu projeto intelectual. [2] [3] A passagem de instrumentos legislativos formais para este fim também pode ser atribuída a esta época com a Suécia, por exemplo, que incluiu a Finlândia como território governado pela Suécia, promulgando legislação de imprensa livre como parte de sua constituição (Freedom of Press Act, 1766). [4] Esta abordagem, e a dos filósofos de forma mais ampla, está fortemente relacionada com a historiografia recente sobre a esfera pública do século XVIII.
Influenciado pelo pensamento iluminista, as revoluções na América (1776) e na França (1789), a liberdade de imprensa consagrou as disposições e os requisitos para a contabilidade orçamental pública e a liberdade de imprensa em artigos constitucionais. No século XIX, as tentativas dos estadistas metternichianos de se afastar dessas medidas foram vigorosamente opostas por um número de eminentes políticos e escritores liberais, Bentham, Mill e Acton proeminentes entre os últimos.
O governo aberto é amplamente visto como um marco chave da prática democrática contemporânea e muitas vezes está ligado à aprovação da legislação sobre liberdade de informação. Os países escandinavos alegam ter adotado a primeira legislação de liberdade de informação, datando as origens de suas disposições modernas até o século XVIII e a Finlândia continuando a presunção de abertura depois de ganhar a independência em 1917, passando sua Lei de Publicidade de Documentos Oficiais em 1951 (substituída por Nova legislação em 1999).
Os Estados Unidos aprovaram sua Lei de Liberdade de Informação (FOIA) em 1966, FOIAs, leis de acesso à informação (AIAs) ou leis equivalentes foram aprovadas na Dinamarca e na Noruega em 1970, na França e nos Países Baixos em 1978, na Austrália, no Canadá e na Nova Zelândia em 1982, Hungria em 1992, Irlanda e Tailândia em 1997, Coreia do Sul em 1998, Reino Unido em 2000, Japão e México em 2002, Índia e Alemanha em 2005. [5]

## Conteúdo
A transparência no governo muitas vezes é creditada com a geração de responsabilidade do mesmo. A transparência muitas vezes permite que os cidadãos de uma democracia para controlar o seu governo, reduzindo a corrupção do governo, suborno e outras prevaricações. Alguns comentaristas afirmam que um governo aberto é um governo transparente que permite a disseminação da informação, o que por sua vez ajuda a produzir maior conhecimento e progresso da sociedade.
A transparência das ações do Governo é relacionada diretamente a sua responsabilidade, permitindo que os cidadãos aproveitem de forma plena o sentido de democracia, onde ele tenha direito de controlar e fiscalizar o governo que elegeu, tentando minimizar a corrupção e desvios de verbas públicas, também é uma forma de disseminar a informação, e atingir maior número de pessoas que possam vir a se interessar e participar mais ativamente do governo.
A doutrina contemporânea do governo aberto encontra seus defensores mais fortes nas organizações não governamentais dispostas a conter o que eles veem como a tendência inerente do governo a cair, sempre que possível. Entre essas ONGs destacam-se órgãos como a Transparency International ou o Open Society Institute. Eles defendem a implementação de normas de abertura e transparência em todo o mundo e argumentam que tais padrões são vitais para a prosperidade em curso e o desenvolvimento de sociedades democráticas.
Os defensores do governo aberto frequentemente argumentam que a sociedade civil, ao invés da legislação do governo, oferece o melhor caminho para uma administração mais transparente. Eles apontam para o papel dos informantes denunciando dentro da burocracia do governo (indivíduos como Daniel Ellsberg ou Paul van Buitenen). Eles argumentam que uma imprensa independente e inquirida, impressa ou eletrônica, é muitas vezes um a garantia mais forte da transparência do que os controles e contrapesos legislativos, apoiam uma imprensa mais limpa e transparente, que possa ser um meio de fonte de informações, de forma imparcial.
Além do interesse em fornecer mais acesso à informação, existe uma preocupação correspondente em proteger a privacidade dos cidadãos, de modo que não sejam expostos a "consequências adversas, retribuição ou repercussões negativas" de informações fornecidas pelos governos.
Uma visão relativamente nova para a implementação do governo aberto vem do setor municipal. De forma semelhante aos movimentos de base, o especialista em tecnologia aberta Tobias SK Cichon postula que a pressão crescente de pequenos governos locais usando tecnologia para implementar soluções governamentais abertas levará a adoções similares por municípios maiores e eventualmente estaduais, provinciais e federais.
As plataformas dos setores público e privado oferecem um caminho para que os cidadãos se envolvam, oferecendo acesso a informações transparentes que os cidadãos esperam. Numerosas organizações têm trabalhado para consolidar os recursos para os cidadãos para acessar o orçamento do governo (local, estadual e federal) gastos orçamentais, gastos de estímulo, despesas, acompanhamento legislativo e mais.
Apesar dos óbvios e inegáveis benefícios advindos da maior transparência do governo, vários estudiosos questionaram a certeza moral por trás de muita defesa da transparência, questionando as bases sobre as quais a advocacia se baseia. Eles também destacaram como a transparência pode apoiar certos imperativos neoliberais.
Recentemente, está em desenvolvimento a teoria da governança em código aberto, que defende a aplicação do movimento do software livre aos princípios democráticos, permitindo que os cidadãos interessados se envolvam mais diretamente no processo legislativo.

## Governo Aberto no Brasil
No Brasil, a Lei de transparência é regida pela lei Nº 12.527, de 18 de novembro de 2011 e pelas leis complementares Nº 101, de 4 de maio de 2000 e Nº 131, de 27 de maio de 2009.
A Controladoria Geral da União é o órgão responsável pela aplicação do governo aberto no Brasil, sua função é a prevenção, detecção e combate a corrupção no país. A justificativa para a existência desse órgão é, de acordo com ele mesmo, para o investimento federal dos recursos públicos gerados pelos próprios brasileiros para que haja certeza da existência e regulamentação da saúde, educação, transporte, segurança e outros no Brasil, com o intuito de gerar igualdade e justiça no país.
As áreas de atuação da CGU trabalham de forma independente, porem coordenadas com foco no combate ao mau uso dos recursos públicos através de auditorias, aplicação de penalidades a empresas e servidores, investigações para prevenir e combater a corrupção, orientação aos gestores públicos, transparência da gestão publica, promoção da ética e da integridade publica, e por fim, recebimento e tratamento de demandas da população brasileira.
Com o objetivo de certificar que o dinheiro publico esta sendo aplicado de forma correta, o governo federal atua de forma sistemática através da Controladoria Geral da União (CGU), que é composta por cinco áreas de atuação: 

### Secretaria Federal de Controle Interno
Na CGU, a Secretaria Federal de Controle interno trabalha por meio de orientações aos gestores públicos, apoio e consultorias preventivas, auditorias governamentais, para avaliar a execução dos programas de governo, também atua na gestão dos administradores públicos e da realização de ações apuratorias;

### Ouvidora-geral da União
A Ouvidoria-geral da União é o setor responsável pela interlocução com a sociedade, atendendo a reclamações, pedidos e sugestões dos cidadãos. Para isso, a CGU desenvolveu a plataforma federal FalaBr, responsável pelo recebimento e atendimento as manifestações dos brasileiros para com o governo, para assim, poder inserir a perspectiva do cidadão nas politicas publicas;

### Secretaria de Combate a Corrupção
A Secretaria de Combate a Corrupção atua nas atividades de inteligência, produção de estratégias e investigações em casos mais sistêmicos de corrupção. É responsável também pela negociação com empresas envolvidas em fraudes, através dos acordos de leniência;

### Corregedoria-Geral da União
A área de Corregedoria na CGU atua nas ações positivas em agentes públicos envolvidos em casos de corrupção através de punição dos mesmos, seja por meio da demissão, destituição ou cassação de aposentadoria. Também atua na correção de empresas, através de multas ou impedimento de formar contratos com órgãos públicos. 

### Secretaria de Transparência e Prevenção a Corrupção
A Secretaria de Transparência e Prevenção a Corrupção é uma frente de atuação que valoriza o controle social, a transparência e a participação dos cidadãos na gestão publica na fiscalização e monitoramento das ações do governo. Uma ferramenta utilizada por esse setor é o Portal da Transparência do governo, que visa mostrar os destinos do dinheiro publico, essa ferramenta foi premiada pela Organizações das Nações Unidas como uma boa pratica de gestão pública.

## Tecnologia e Inovação
Um governo está dentro das características de Governo Aberto quando suas ações políticas estão dentro de 4 princípios básicos definidos pelo Governo Federal:
- Que a gestão tenha aumentado a disponibilidade de informação sobre as práticas de governo;

- Incentivo a uma maior participação social;

- Implementação de integridade profissional na gestão;

- Aumento do acesso a novas tecnologias com fins de ampliar a transparência das ações.

## Portais
Dentre os governos federais que possuem portais de dados abertos, constam:
| País           | Portal                                    | Inaugurado |
| -------------- | ----------------------------------------- | ---------- |
| Alemanha       | data.gv.at/                               | 2013, 02   |
| Austrália      | data.gov.au/                              | 2011, 03   |
| Áustria        | data.gv.at/                               | ?          |
| Bahrein        | bahrain.bh/wps/portal/data/               | ?          |
| Bélgica        | data.belgium.be/                          | beta       |
| Brasil         | dados.gov.br/                             | 2011, 12   |
| Canadá         | data.gc.ca/                               | 2011, 03   |
| China          | govinfo.nlc.gov.cn/                       | ?          |
| Chile          | datos.gob.cl/                             | 2011, 09   |
| Costa Rica     | datosabiertos.gob.go.cr/[ligação inativa] | 2012, 10   |
| Eslováquia     | data.gov.sk/                              | ?          |
| Espanha        | datos.gob.es/                             | 2011, 10   |
| Estónia        | opendata.ee/                              | ?          |
| Estados Unidos | data.gov/                                 | 2009, 05   |
| França         | data.gouv.fr/                             | 2011, 12   |
| Gana           | data.gov.gh/                              | 2012,02    |
| Grécia         | geodata.gov.gr/                           | 2010, 07   |
| Índia          | data.gov.in/                              | 2012       |
| Indonésia      | satupemerintah.net/                       | ?          |
| Itália         | dati.gov.it/                              | 2011, 10   |
| Marrocos       | data.gov.ma/                              | 2011, 03   |
| México         | datosabiertos.gob.mx/                     | ?          |
| Moldávia       | date.gov.md/                              | ?          |
| Noruega        | data.norge.no/                            | 2010, 04   |
| Nova Zelândia  | data.govt.nz/                             | 2009, 11   |
| Omã            | oman.om/opendata                          | ?          |
| Países Baixos  | data.overheid.nl/                         | 2011, 10   |
| Portugal       | dados.gov.pt/                             | ?          |
| Quênia         | opendata.go.ke/                           | 2011, 07   |
| Reino Unido    | data.gov.uk/                              | 2009, 09   |
| Rússia         | opengovdata.ru/                           | 2010       |
| Singapura      | data.gov.sg/                              | ?          |
| Suécia         | öppnadata.se/                             | Beta       |
| Timor-Leste    | transparency.gov.tl/                      | ?          |
| Uruguai        | datos.gub.uy/                             | 2011, 11   |